# Asia (mythologie)
Asia of Clymene is een Oceanide uit de Griekse mythologie, de dochter van Tethys en Oceanus. Ze is de vrouw van de Titaan Iapetus, en de moeder van Atlas, Prometheus, Epimetheus en Menoetius.
De naam Clymene wordt gebruikt door Hesiodus in zijn Theogonie, maar latere Griekse schrijvers als (Pseudo-)Apollodorus en Lycophron verkiezen de naam Asia. Dit was waarschijnlijk het geval om verwarring te vermijden met een andere Oceanide die Clymene heette, namelijk de moeder van Phaeton en minnares van Apollo.